# Rapport d'étonnement
Le rapport d'étonnement est un document rédigé par un nouvel employé à l’intention de son manager et de l’entreprise, dans lequel il décrit ce qui l’étonne durant les premières semaines après son arrivée. Il permet de repérer d’éventuels dysfonctionnements et de recueillir des propositions d’amélioration.

## Définition
Le rapport d'étonnement prend le plus souvent la forme d'un document écrit. Il a pour objectif d'apporter un regard neuf sur une organisation. Il couvre une période limitée et définie au préalable. Il est rédigé à l'intention du manager direct, des ressources humaines ou de la direction. Dans la majorité des cas, le rapport d'étonnement est demandé à une nouvelle recrue (salarié, alternant ou stagiaire). Un rapport d'étonnement peut également être utile dans le cadre d'une mobilité interne ou pour le lancement d'un nouveau projet.

## Objectifs
Le rapport d’étonnement, en tant qu'outil de management, peut répondre à différents objectifs, par exemple :
- Repérer des dysfonctionnements, plus ou moins profonds, concernant l'organisation du travail, les métiers, la communication dans l'entreprise, etc. ;
- accumuler des idées nouvelles pour favoriser l'innovation[2] ;
- impliquer un nouveau salarié et faire naître un sentiment de reconnaissance ;
- rassembler des propositions diverses concernant l’activité de l'entreprise ;
- repérer et traiter des incompréhensions chez les nouveaux salariés.

## Gestion
La plupart du temps, c'est le manager direct du nouveau salarié qui analyse le rapport produit par le salarié. Dans d'autres cas, les ressources humaines peuvent s’en charger. 

### Pour le salarié
Il est conseillé de prendre des notes quotidiennes pour alimenter le rapport d'étonnement, et ce dès le premier jour dans l'entreprise. L'objectif est de formaliser par écrit des éléments neutres et avérés, plutôt que de faire appel à des souvenirs et d'altérer potentiellement les faits. Il s'agit également de se concentrer sur toute la période couverte par le rapport d'étonnement, et non pas simplement les derniers jours ou dernières semaines, au risque de passer à côté d'une partie de l'exercice.
Si le salarié a un droit d'expression libre sur l'entreprise et la vision qu'il en a, il doit également respecter un devoir de diplomatie. Le salarié peut retranscrire des faits étonnants aussi bien positifs que négatifs avec franchise, mais il s'agit avant tout d'une démarche intellectuelle de laquelle doivent naître des solutions d'optimisation. Il ne s'agit pas de critiquer, au risque de se porter préjudice à soi-même.

### Pour le manager
Le manager doit organiser une réunion de compte rendu pour analyser et partager les retours issus du rapport d'étonnement avec son collaborateur.
Dans ce cadre, le manager a une obligation de prise de recul sur le contenu du rapport d'étonnement. Il doit faire un travail de remise en question pour comprendre et conceptualiser les observations formulées à travers le rapport d'étonnement afin de :
- désamorcer les éventuelles inquiétudes ou incompréhensions du nouveau collaborateur ;
- vérifier sa bonne compréhension des retours qui lui sont faits, notamment via un exercice de reformulation ;
- capitaliser sur les observations afin d'en tirer des idées d'améliorations concrètes ;
- être capable de faire lui-même un compte-rendu à sa direction.

## Exemples de thèmes
Il existe différents sujets sur lesquels peut s'appuyer la construction d'un rapport d’étonnement :
- l'accueil et intégration d'un nouvel arrivant dans l’entreprise ou dans un service particulier ;
- les processus de diffusion de l’information au sein de l'entreprise ;
- l'organisation du travail et ses impacts ;
- les conditions de travail relatives au poste occupé ;
- les missions relatives au poste occupé ;
- les pistes d'amélioration du poste, du service, de l'entreprise, etc. ;
- les points forts et points faibles de l’entreprise, en interne et en externe ;
- le processus de recrutement (de la candidature à l'intégration) ;
- les relations interpersonnelles en interne et en externe.

## Analyse
Pour analyser efficacement un rapport d’étonnement, il faut différencier les différents types de contenus qu'il intègre. Par exemple, les contenus peuvent être organisés et analysés selon les logiques suivantes :
- élément à connotation positive ;
- élément à connotation négative ;
- élément basé sur une information limitée du salarié ;
- élément qui traduit une difficulté ou un besoin individuel ;
- élément qui traduit un dysfonctionnement ou un manque collectif.

L'analyse d'un rapport d'étonnement peut également se faire à l'échelle de l'individu ou de l'organisation, sans pour autant sortir un individu de l'anonymat qui lui est dû. L'intérêt d'un traitement collectif des rapports d'étonnement est de voir si un élément commun à plusieurs rapports ressort fréquemment. Auquel cas, il s'agira peut-être d'un axe d'amélioration à prioriser dans son traitement.

## Travers
L'idée derrière le rapport d'étonnement n'est pas de révolutionner une organisation. Les attentes doivent être modérées et explicitées clairement aux nouveaux salariés dès le départ. Le manager doit ainsi s'attendre à recevoir et traiter des critiques et également des incompréhensions qui relèvent de l'individu et non pas uniquement de l'organisation dans sa globalité.
Le rapport d'étonnement ne doit également pas être confondu avec un rapport de stage ou un audit.